# José Agostinho Sequeira

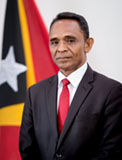
José Agostinho Sequeira

José Agostinho Sequeira (* 7. Juni 1959 in Lore I, Lautém, Portugiesisch-Timor), Kampfname Somotxo Matar Mimiraka, ist ein Politiker aus Osttimor.

## Werdegang

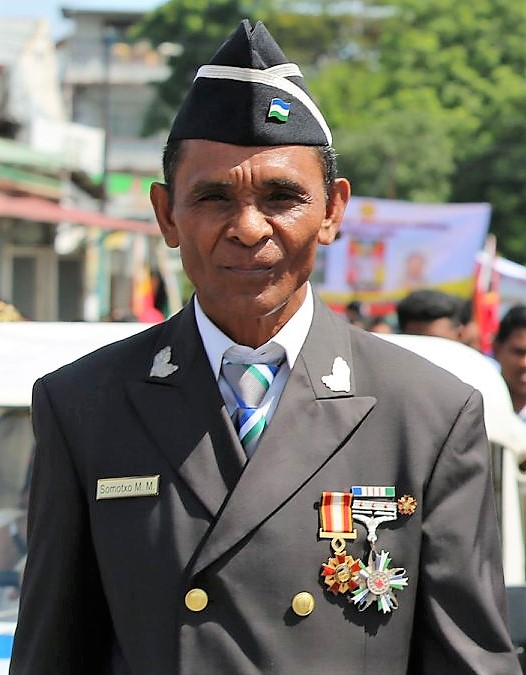
Sequeira bei seiner Auszeichnung mit dem Ordem de Timor-Leste (Collar)

Sequeira besuchte zwölf Jahre lang die Schule. Während des Befreiungskampfes gegen Indonesien war er Mitarbeiter des Stabschefs der FALINTIL und Sekretär der Region IV.
Sequeira war ab dem 7. Dezember 2005 der erste Direktor des Archivs & Museums des timoresischen Widerstands (AMRT). Bereits seit August 2002 arbeitete er in Lissabon mit der Fundação Mário Soares (FMS) zusammen, um das Archiv aufzubauen. Nach seiner Rückkehr im Mai 2006 arbeitete er weiter an der Dokumentensammlung, bevor er am 21. Juli 2006 zum stellvertretenden Innenminister vereidigt wurde. Das Amt hatte er bis zum 8. August 2007 inne. Danach wurde Sequeira Präsident der FALINTIL-Veteranenstiftung (Fundação dos Veteranos das Falintil FVF).
Von 2012 bis 2017 war Sequeira einer der vom gewählten Nationalparlament Mitglieder des Staatsrats.
Bei den Parlamentswahlen in Osttimor 2017 wurde Sequeira auf Listenplatz 11 der FRETILIN in das Nationalparlament als Abgeordneter gewählt. Am 15. September 2017 wurde er als Minister für Verteidigung und Sicherheit in der VII. Regierung Osttimors vereidigt, weswegen er verfassungsgemäß seinen Parlamentssitz aufgeben musste. Als Verteidigungsminister war Sequeira auch Mitglied des nationalen Sicherheitsrates. Da die Minderheitsregierung von FRETILIN und PD sich im Parlament nicht durchsetzen konnte, löste es Präsident Francisco Guterres auf und rief zu Neuwahlen auf. Sequeira gelang bei der vorgezogenen Wahl am 12. Mai 2018 auf Platz 20 der FRETILIN-Liste der erneute Einzug ins Parlament. Er wurde Mitglied der parlamentarischen Kommission für Außenangelegenheiten, Verteidigung und Sicherheit (Kommission B). Sequeiras Amtszeit als Minister endete mit Antritt der VIII. Regierung Osttimors am 22. Juni 2018.
Mit der Umstrukturierung der Parlamentskommissionen am 16. Juni 2020 wurde er Präsident der Kommission B.
Im September 2022 trat Sequeira als Kandidat für das Amt des Parteipräsidenten an, scheiterte aber beim Parteikongress und musste auch aus dem Zentralkomitee der FRETILIN ausscheiden. Bei den Parlamentswahlen 2023 stand Sequeira nicht auf der Liste der FRETILIN und schied so aus dem Parlament aus.

## Ehrungen
Am 20. Mai 2019 erhielt Sequeira den Ordem de Timor-Leste (Collar). Außerdem ist er Träger des Ordem da Guerrilha, 1. Grades.